# Сан-Жуан-ду-Риу-ду-Пейши
Сан-Жуан-ду-Риу-ду-Пейши (порт. São João do Rio do Peixe) — муниципалитет в Бразилии, входит в штат Параиба. Составная часть мезорегиона Сертан штата Параиба. Входит в экономико-статистический микрорегион Кажазейрас. Население составляет 17 838 человек на 2006 год. Занимает площадь 474,426 км². Плотность населения — 37,6 чел./км².
Праздник города — 8 октября. 

## История
Город основан в 1880 году.

## Статистика
- Валовой внутренний продукт на 2003 год составляет 35 101 012,00 реалов (данные: Бразильский институт географии и статистики).
- Валовой внутренний продукт на душу населения на 2003 год составляет 1976,74 реалов (данные: Бразильский институт географии и статистики).
- Индекс развития человеческого потенциала на 2000 год составляет 0,595 (данные: Программа развития ООН).